# Gastronomía de Ruanda
La gastronomía ruandesa se elabora con alimentos básicos locales producidos por la agricultura de subsistencia del país. Refleja una variedad correspondiente a los grupos étnicos que componen el país.

## Hábitos alimentarios
Los ingredientes básicos de la cocina ruandesa son el plátano, las legumbres, la batata y la yuca. Este fue particularmente el caso entre los twas y los hutus. Su dieta era pues rica en verduras, pero carente de proteínas animales. Los tutsis, por el contrario, tenían una tradición de pastoreo que les permitía consumir fácilmente productos lácteos.
Una gran proporción de ruandeses sólo come carne unos pocos días al mes. Al mismo tiempo, los ruandeses comen pocas frutas y verduras. Un estudio de 2012 descubrió que los ruandeses comían un promedio de menos de 2 piezas de fruta por semana. Un estudio de 2019 encontró una cifra promedio de 3,4 frutas por semana. La mayoría de los encuestados en el estudio de 2019 no habían comido fruta el día anterior a la encuesta. El consumo más frecuente de verduras fue de 2 porciones al día.
La tilapia es consumida por personas que viven cerca de lagos. La patata introducida por los colonialistas alemanes y luego belgas se utiliza hoy ampliamente en la cocina ruandesa; Se cultiva en Gitarama y Butare.

Frutas y verduras en Ruanda
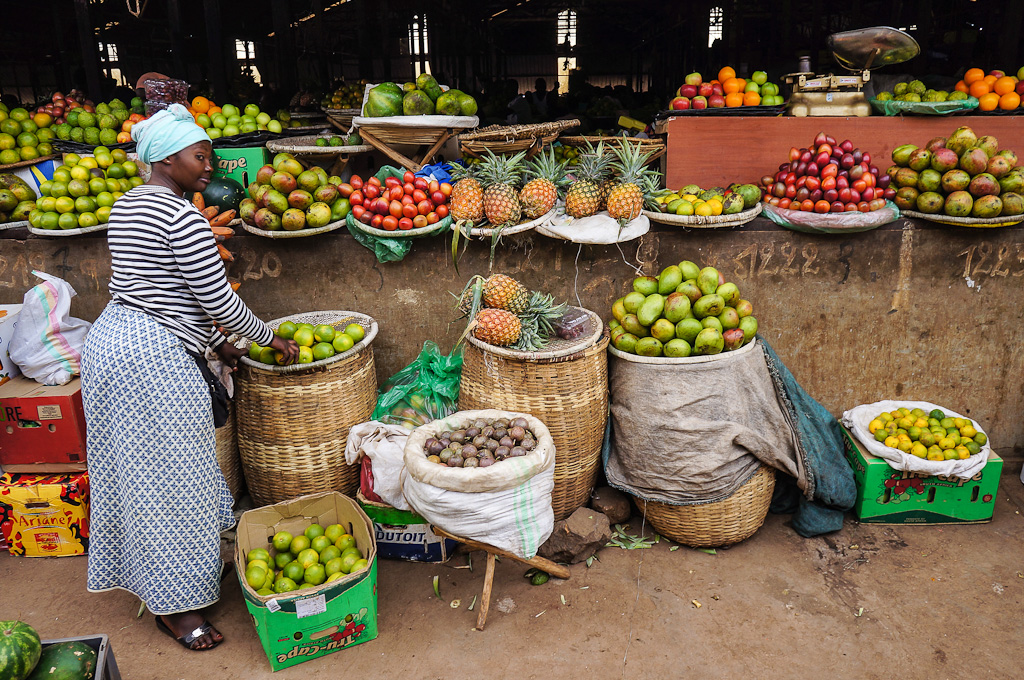
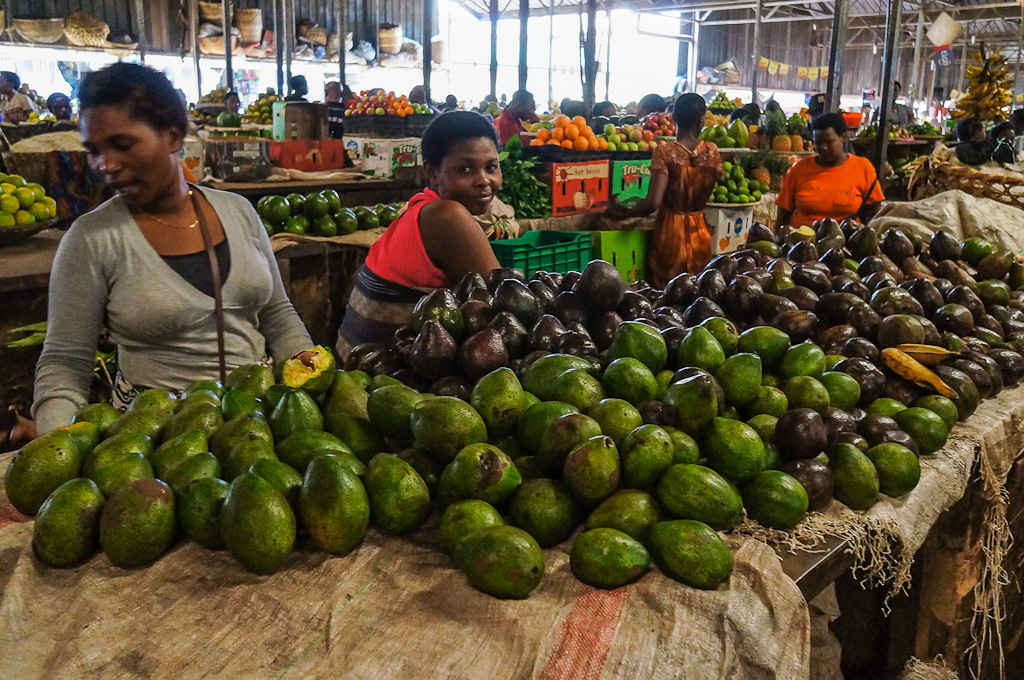
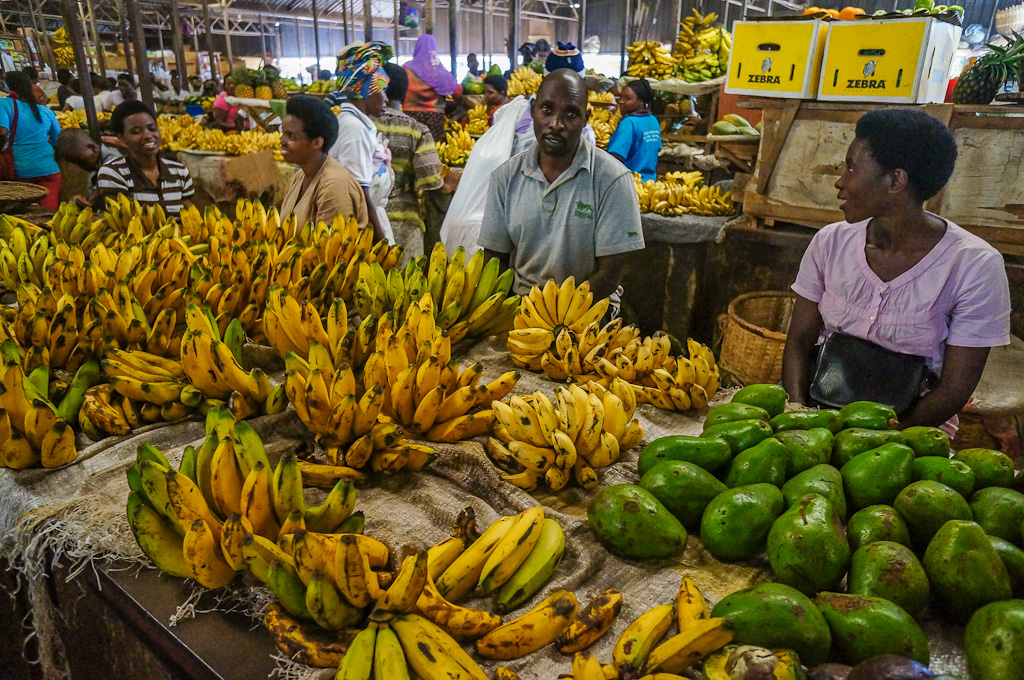
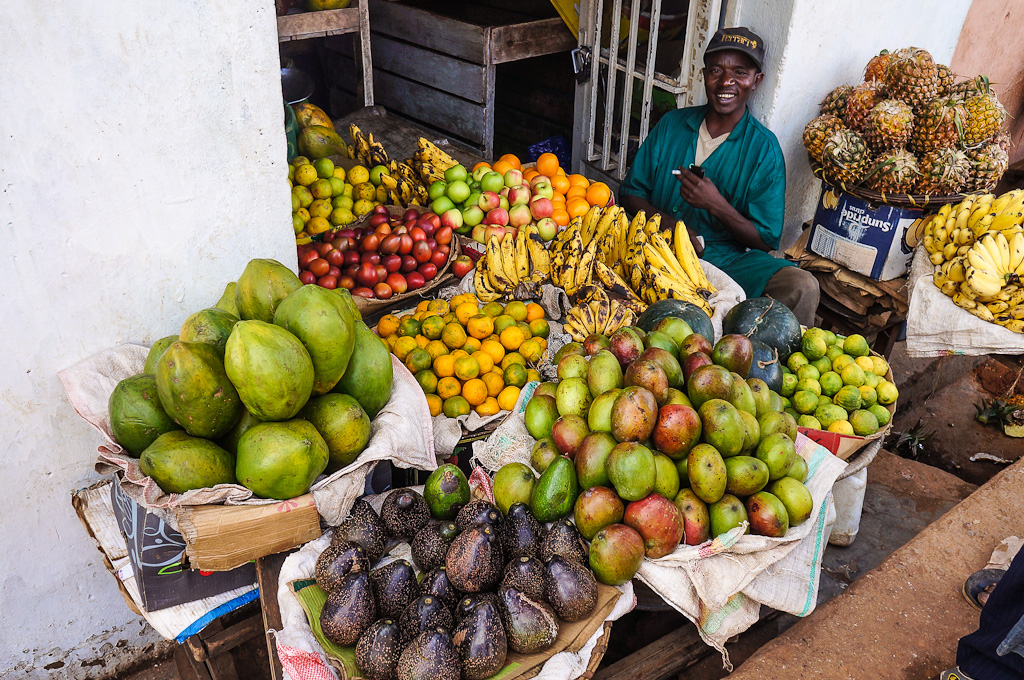

## Selección de platos
El ugali (o bugali) es una papilla hecha con harina de maíz o yuca y agua que se consume en todo el este de África. El isombe se elabora a partir de hojas de yuca machacadas y se sirve con pescado seco. Matooke es un plato elaborado a base de plátano cocinado al horno o al vapor. La ibihaza se elabora con calabazas picadas, mezcladas con frijoles y luego hervidas. La pasta de maní llamada ikinyiga y la pasta de mijo llamada umustima w'uburo están hechas de agua hervida y harina.

En los restaurantes de la capital, Kigali, se ofrece una variedad de comida, incluidos platos de inspiración internacional. En otras ciudades del país la oferta gastronómica suele ser más sencilla..

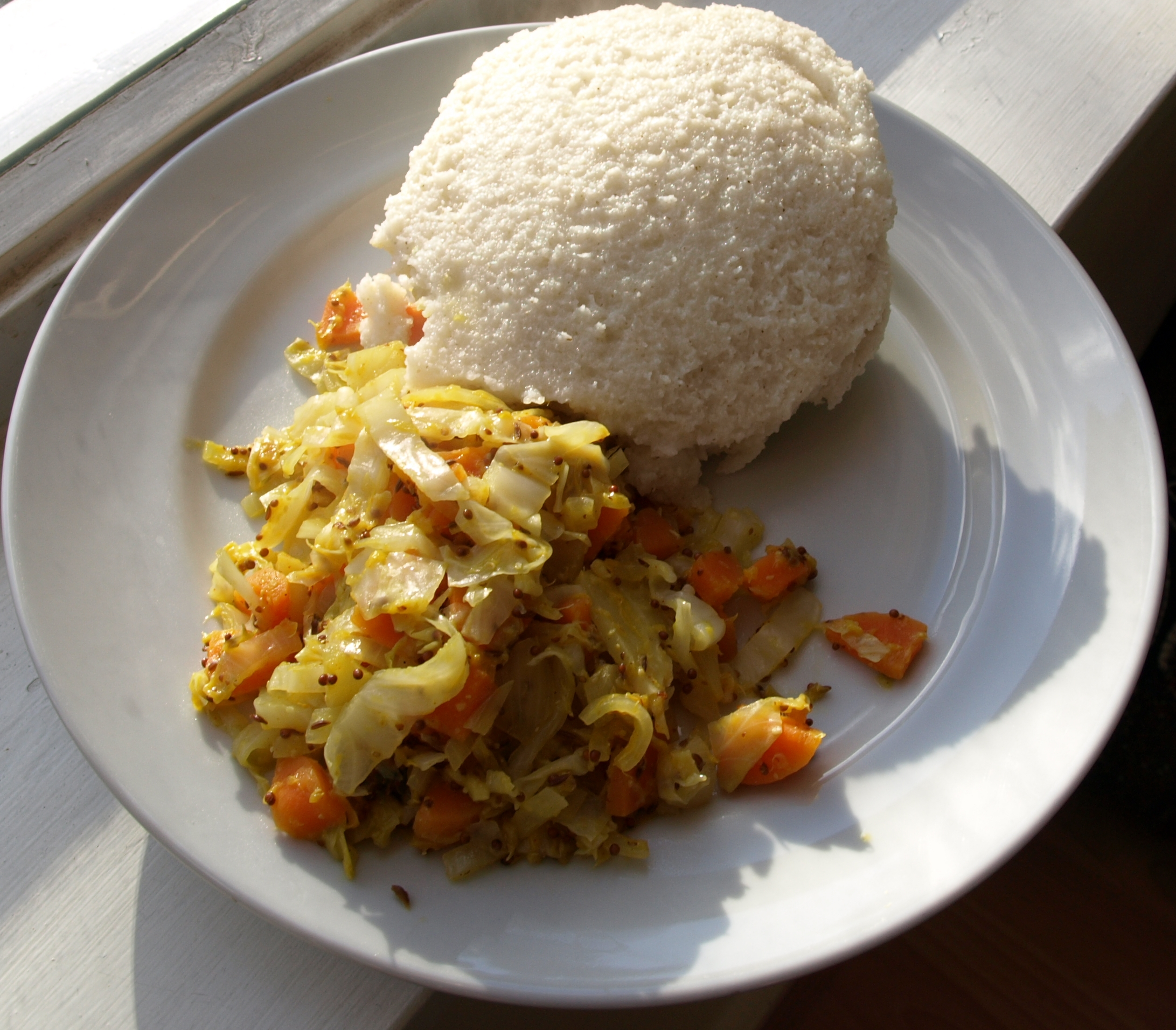
Ugali y Repollo
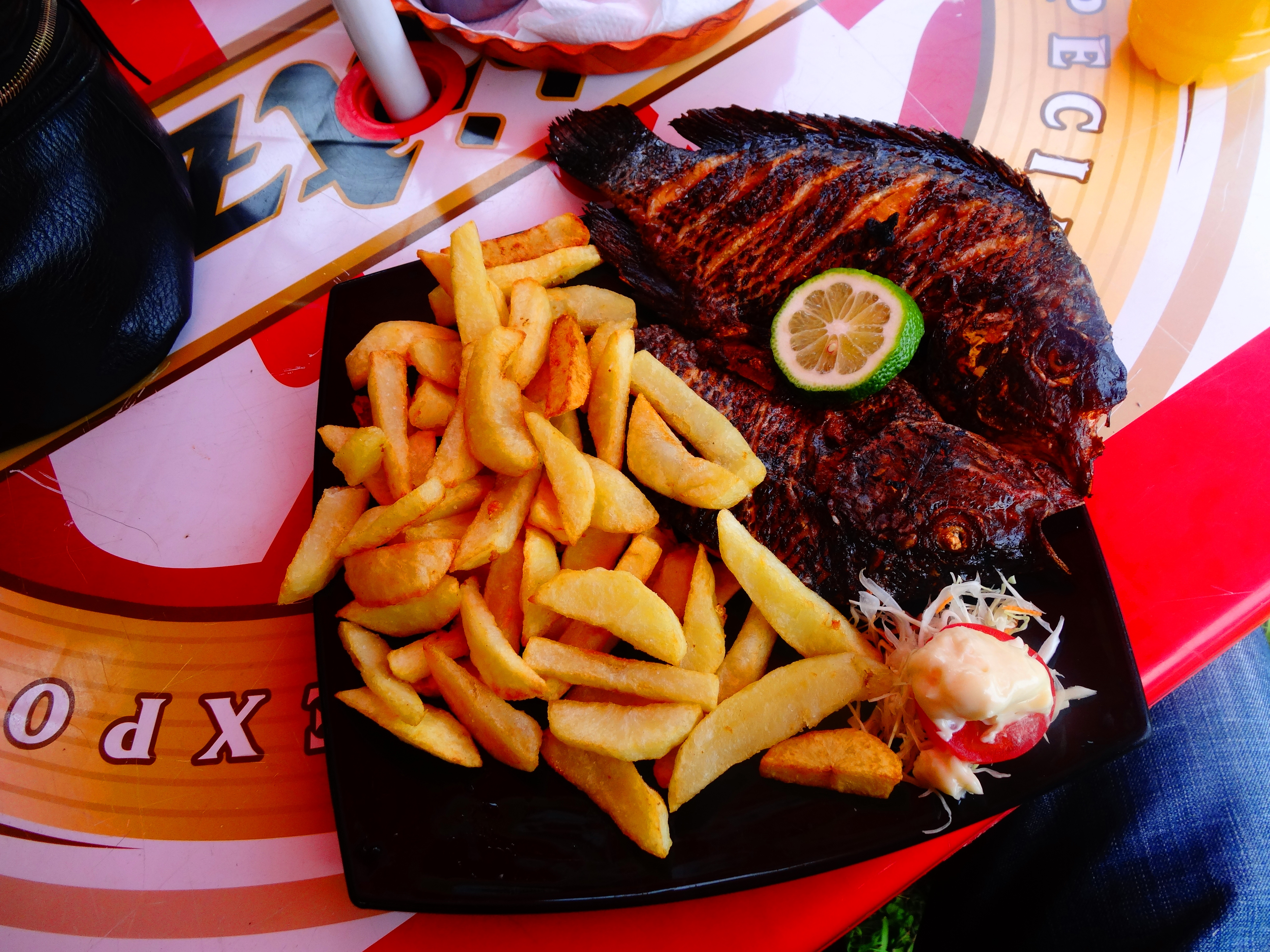
Pescado del lago Kivu
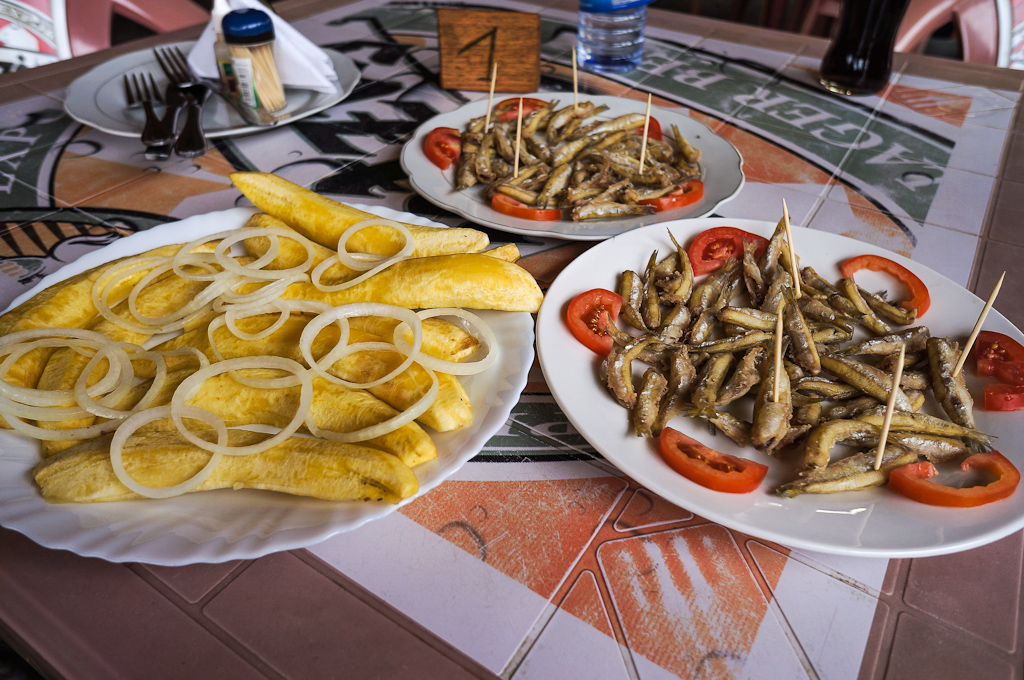
Plátanos y sambazas del lago
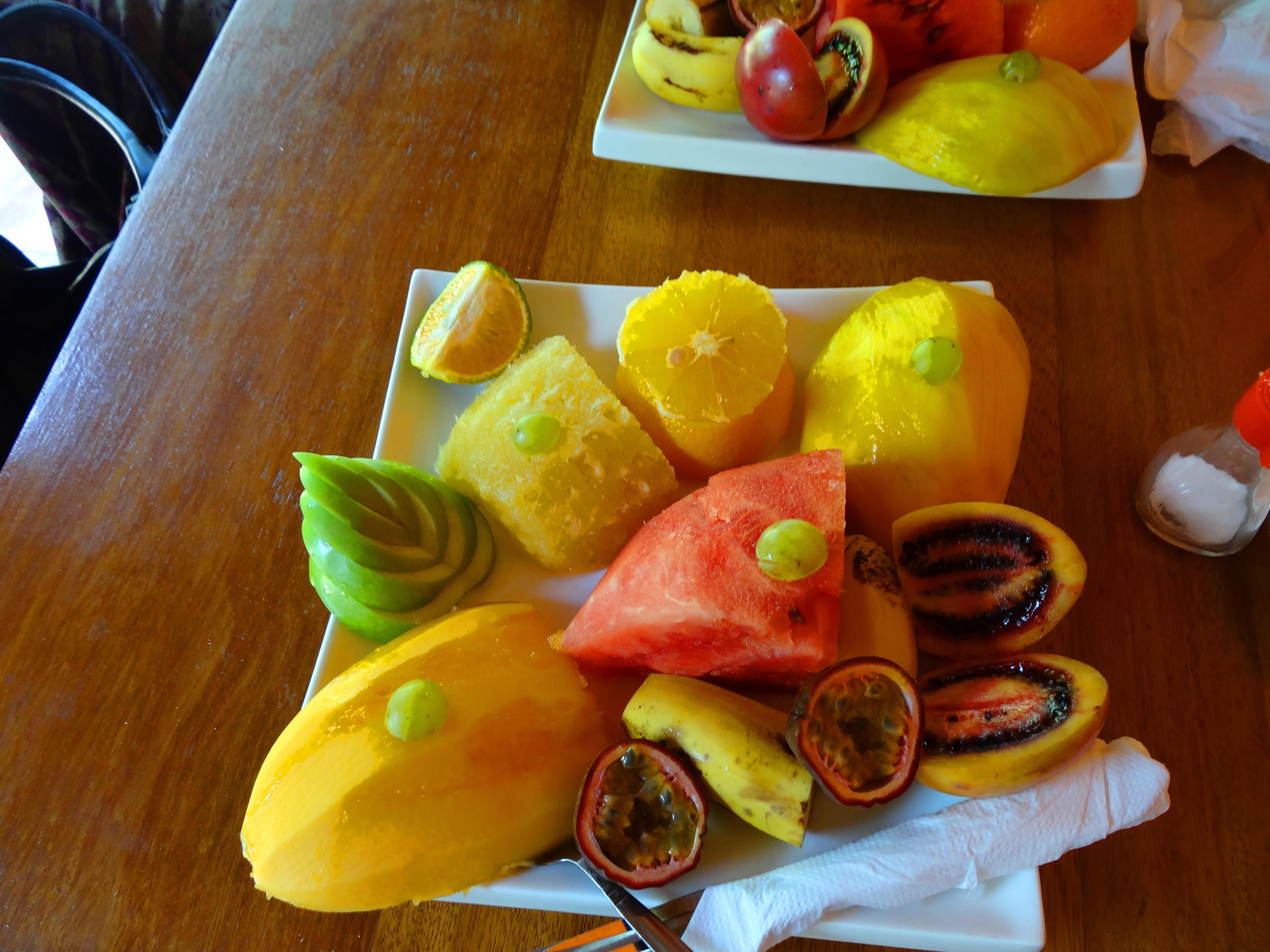
Frutas frescas
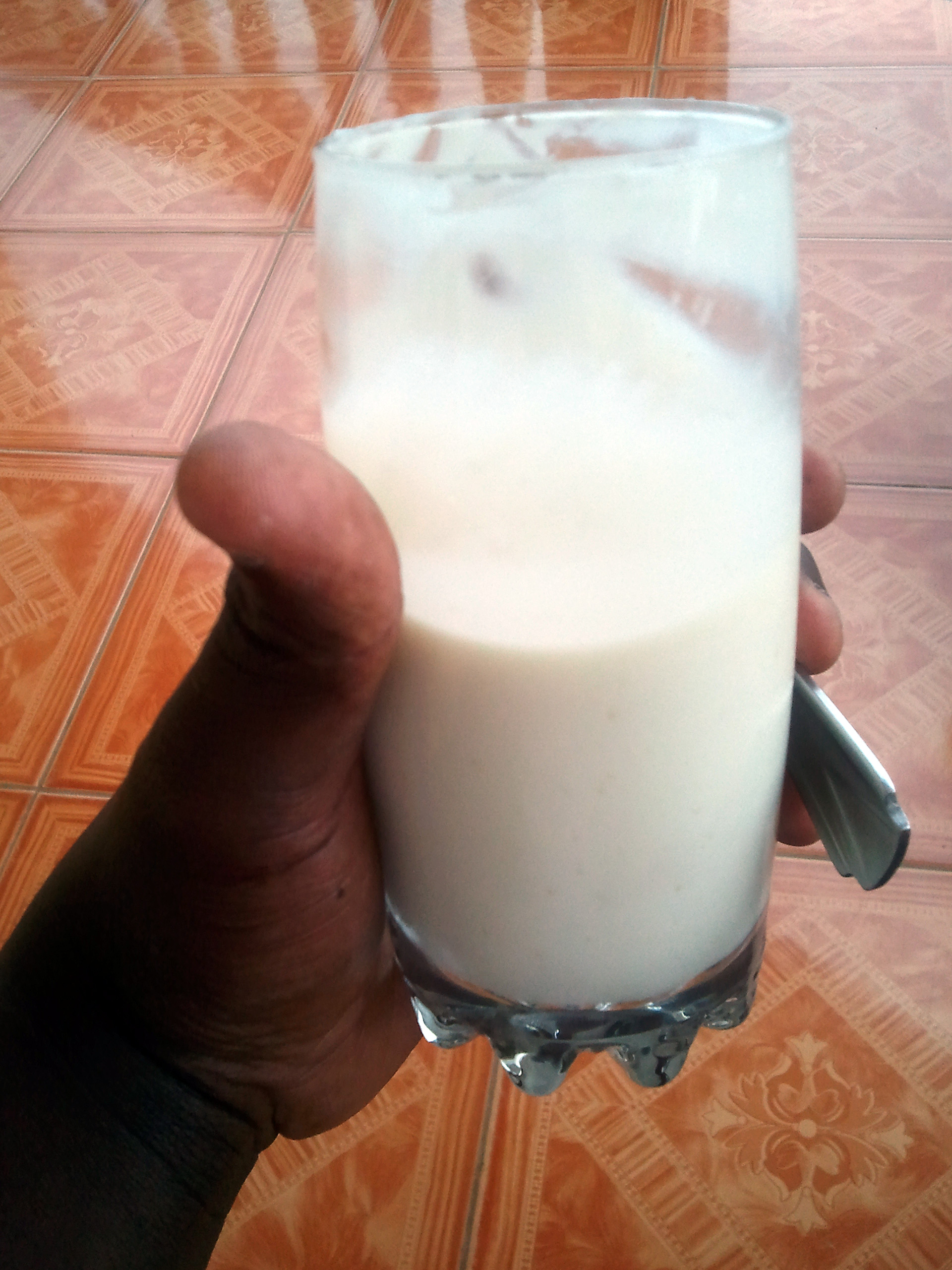
Productos lácteos

## Bebidas

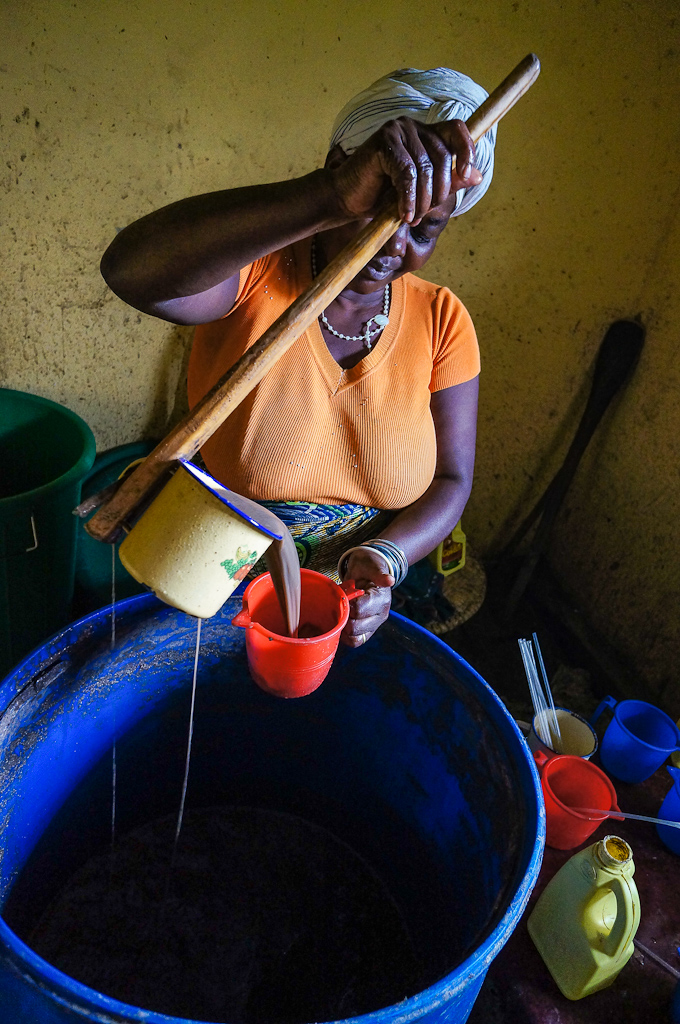
Preparación del ikigage

Históricamente, la leche ha sido la bebida nacional de los ruandeses. Fue apreciado por primera vez por los tutsis. Otras bebidas populares en Ruanda son los jugos de frutas, el vino y la cerveza. Las cervezas comerciales que se consumen en Ruanda son Primus, Mützig y Amstel. En las zonas rurales se consume ampliamente urwagwa (cerveza de plátano): consiste en un fermento de jugo de plátano mezclado con harina de sorgo. Durante las ocasiones sociales, la cerveza suele ser consumida únicamente por hombres.
Por último, mencionemos el ikigage, una bebida alcohólica hecha a partir de sorgo seco que se dice que tiene poderes curativos. así como el ubuki, elaborado a partir de miel fermentada con un contenido de alcohol de alrededor del 12%.